# Alosa alabamae
Alosa alabamae är en fiskart som beskrevs av Jordan och Evermann, 1896. Alosa alabamae ingår i släktet Alosa och familjen sillfiskar. IUCN kategoriserar arten globalt som otillräckligt studerad. Inga underarter finns listade i Catalogue of Life.